# Richard von Mises
Pour les articles homonymes, voir Von Mises.
Richard Edler von Mises (Lemberg, 19 avril 1883 - Boston, 14 juillet 1953) est un savant et un ingénieur autrichien en mécanique des fluides, aérodynamique et aéronautique, ainsi qu'en statistique et en théorie des probabilités ou, pour reprendre ses propres termes peu de temps avant sa mort, en « analyse pratique, équations intégrales et différentielles, mécanique, hydrodynamique et aérodynamique, géométrie constructive, calcul des probabilités, statistique et philosophie ».

## Biographie

### Premiers travaux
Fils d'Arthur Edler von Mises, ingénieur des chemins de fer autrichiens et d’Adèle von Landau, il naquit à Lemberg en Autriche-Hongrie, 18 mois après son frère l'économiste libéral de l'École autrichienne d'économie, Ludwig von Mises (ils eurent aussi un cadet qui mourut en bas âge). Il fréquenta l'Akademisches Gymnasium de Vienne dont il obtint la Matura en latin et en mathématiques à l'automne de 1901. Diplômé ensuite en mathématiques, physique et sciences de l'ingénieur de l’université technique de Vienne, il fut nommé assistant de Georg Hamel à Brünn (aujourd'hui Brno). En 1905, encore étudiant, il publia dans la prestigieuse Zeitschrift für Mathematik und Physik (« Revue de Mathématique et de physique ») un article « Pour une géométrie constructive infinitésimale des courbes planes » (Zur konstruktiven Infinitesimalgeometrie der ebenen Kurven).

### Professeur à Strasbourg

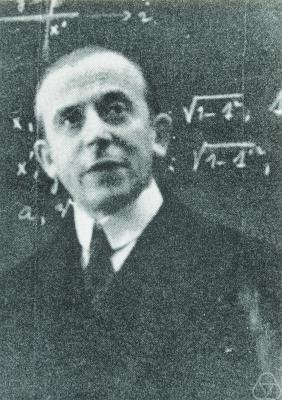
Professeur à Strasbourg.

En 1908, Mises fut reçu docteur à l'université de Vienne, avec une thèse sur « La détermination des masses effectives du volant de vilebrequin » (Die Ermittlung der Schwungmassen im Schubkurbelgetriebe), puis obtint à Brünn son habilitation à enseigner les sciences de l'ingénieur (dissertation sur la « Théorie des turbines hydrauliques » — Theorie der Wasserräder). En 1909, à 26 ans, il est nommé professeur de mathématiques appliquées à l'université de Strasbourg, qui faisait alors partie de l'Empire allemand sous le nom de Straßburg : on dut donc pour cela lui attribuer la citoyenneté prussienne. En même temps, il postulait pour un poste d'enseignant à l'École d'ingénieurs de Brünn — mais la Première Guerre mondiale devait interrompre ces activités.
Pilote, ayant donné des cours sur la construction des aéronefs — y compris à Strasbourg, le premier cours universitaire sur le vol à moteur — Mises rejoignit l'armée austro-hongroise, où il vola comme pilote d'essais et instructeur de vol, et en 1915 dirigea la construction d'un avion de 600 ch, le Mises-Flugzeug, pour l'armée autrichienne. Terminé en 1916, celui-ci ne prit jamais part aux combats.

### Exil en Turquie puis aux États-Unis
Après la guerre, Mises occupa la nouvelle chaire d'hydrodynamique et d'aérodynamique à l'université technique de Dresde. Puis, en 1919, il fut nommé directeur, avec titre de professeur, du nouvel Institut des mathématiques appliquées créé à l'instigation d'Erhard Schmidt à l'université de Berlin. En 1921 il fonda la Zeitschrift für Angewandte Mathematik und Mechanik (« Revue de Mathématique et Mécanique appliquées ») dont il devint rédacteur en chef.
Avec l’arrivée au pouvoir des Nazis en 1933, von Mises, qui était catholique mais d'origine juive, vit sa situation menacée malgré son statut d'ancien combattant et partit pour la Turquie, où il occupa la nouvelle chaire de mathématique pure et appliquée à l'université d’Istamboul. Un de ses élèves est le météorologue et mathématicien norvégien Carl Ludvig Godske. En 1939, face à l'incertitude politique engendrée par la mort du président turc Mustafa Kemal Atatürk, il émigre aux États-Unis. En 1944, il est nommé à la chaire Gordon-McKay d'aérodynamique et de mathématique appliquée de l'université Harvard.
En 1943, il avait épousé Hilda Geiringer, son ancienne assistante à l'Institut de Berlin qui, ayant perdu son poste en décembre 1933, l'avait suivi en Turquie puis aux États-Unis.
En 1950, Mises déclinait l'offre de devenir membre honoraire de l'Académie des sciences de République démocratique allemande.

### Postérité
Les historiens du Cercle de Vienne de l'« empirisme logique » qui s'est développé dans les années 1920 s'accordent à reconnaître une « première phase » s'étendant de 1907 à 1914 avec Philipp Frank, Hans Hahn, Otto Neurath et Richard von Mises. À Istanbul, Mises resta en contact étroit avec Philipp Frank qui resta professeur de physique à Prague jusqu'en 1938.

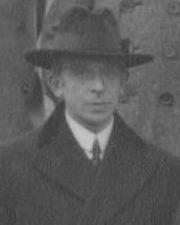
R. von Mises au congrès de la Société de Mathématiques d'Iéna (26-28 octobre 1930).

Les goûts littéraires de Mises le portaient vers le romancier autrichien Robert Musil et le poète Rainer Maria Rilke, dont il était un spécialiste reconnu.
En aérodynamique, Richard von Mises a fait faire des progrès notables à la théorie de la couche limite et à la conception des surfaces portantes dans la théorie des écoulements.
Dans le domaine de la théorie de la plasticité, il a élaboré la notion d'énergie de distorsion, un des concepts techniques les plus importants en calcul de résistance des matériaux.
En probabilités, il a présenté le fameux paradoxe des anniversaires. Ses opinions ne faisaient pas l'unanimité. Alexander Ostrowski qui dit de lui :

« C'est seulement après la nomination de Richard von Mises à l'université de Berlin qu'apparut en Allemagne la première école sérieuse de mathématiques appliquées, avec une large sphère d'influence. Von Mises était un personnage incroyablement dynamique, et en même temps, comme Runge, d'une polyvalence remarquable. Il était particulièrement fort en technique appliquée. »

a cependant aussi écrit :

« Sa personnalité dynamique faisait, en quelque sorte, passer ses quelques égarements majeurs. On lui a même pardonné sa théorie des probabilités. »

Kolmogorov, dont l'axiomatique concurrente a eu plus de succès, était pourtant moins sévère :

« La possibilité d'appliquer les résultats de la théorie mathématique des probabilités à des phénomènes “authentiquement aléatoires” doit se fonder sur une forme ou une autre du concept de probabilité-fréquence, dont Mises a établi avec esprit la nature inéluctable. »

Depuis 1989, la Gesellschaft für Angewandte Mathematik und Mechanik (Association internationale de mathématique et de mécanique appliquées) décerne tous les ans un prix Richard-von-Mises.

## Ouvrages suivant la date de publication
- (de) Richard von Mises, Kritischer Außendruck zylindrischer Rohre, 1917.
- (de) Richard von Mises, Philipp Frank, Heinrich Weber, Bernhard Riemann, Die Differential- und Integralgleichungen der Mechanik und Physik, 1925, 1930.
- (de) Richard von Mises, Wahrscheinlichkeitsrechnung und ihre Anwendungen in der Statistik und theoretischen Physik, 1931.
- (en) Richard von Mises, The Critical External Pressure of Cylindrical Tubes Under Uniform Radial and Axial Load], (Traduction de Kritischer Außendruck zylindrischer Rohre, 1917), U.S. Experimental Model Basin, Navy Yard, 1933.
- (de) Richard von Mises, P. Frank, H. Weber et B. Riemann, Die Differential- und Integralgleichungen der Mechanik und Physik, 2nd expanded. ed., 2 vols. New York, Mary S.Rosenberg: 1943.
- (en) Richard von Mises, W. Prager et G. Kuerti, Theory of Flight, New York, McGraw-Hill, 1945.
- (en) Richard Von Mises, Rilke in English,: A Tentative Bibliography, The Cosmos press, 1947
- (en) Richard von Mises, Notes on Mathematical Theory of Compressible Fluid Flow, Harvard University, Graduate School of Engineering, 1948.
- (en) Richard von Mises, On Bergman's Integration Method in Two-Dimensional Compressible Fluid Flow, Harvard University, Graduate School of Engineering, 1949.
- (en) Richard von Mises, On the Thickness of a Steady Shock Wave, Harvard University, Dept. of Engineering, 1951
- (en) Presented to Richard von Mises by Friends, Colleagues and Pupils, Studies in Mathematics and Mechanics, New York, 1954.
- (en) Richard von Mises, Positivism: A Study in Human Understanding, G. Braziller, 1956, Dover, 1968).
- (en) Richard von Mises, Mathematical Theory of Compressible Fluid Flow. New York, Academic Press, 1958.
- (en) Richard von Mises, Theory of Flight, New York, Dover, 1959.
- (en) Richard von Mises, Selected Papers of Richard von Mises, 2 volumes, AMS, Rhode Island, 1963, 1964.
- (en) Richard von Mises, Mathematical Theory of Probability and Statistics, New York, Academic Press, 1964.
- (en) Richard von Mises, Probability and Statistics, General, American Mathematical Society, 1964.
- (de) Heinrich Sequenz ed., 150 Jahre Technische Hochschule in Wien. 1815–1965, Festschrift, 3 Band, Springer Verlag, Wien, New York, 1965, .
- (en) Richard von Mises et Kurt O. Friedrichs (en), Fluid Dynamics, New York: Springer-Verlag, 1971.
- (en) M. Pinl & L. Furtmüller, Mathematicians Under Hitler, In Year Book XVIII of the Leo Baeck Institute, London, 1973.
- (en) Richard von Mises, Theodore Von Karman, Advances in Applied Mechanics, Academic Press, 1975
- (en) W. Roeder & H. A. Strauss, International Biographical Dictionary of Central European Emigrés 1933–1945, Saur, München, New York, London, Paris, 1980–1983.
- (en) Richard von Mises, Probability, Statistics and Truth, 2nd rev. English ed., New York, Dover, 1981.
- (de) Richard von Mises, Kleines Lehrbuch des Positivismus. Einführung in die empiristische Wissenschaftsauffassung, Suhrkamp, 1990.
- (de) Richard von Mises, Wolfgang Gröbner, Wolfgang Pauli, Österreichische Mathematik und Physik, Die Zentralbibliothek, 1993.
- (de) Robert Winter, Das Akademische Gymnasium in Wien. Vergangenheit und Gegenwart, Wien, Köln, Weimar 1996.
- (de) R. Siegmund-Schultze, Mathematiker auf der Flucht vor Hitler. Quellen und Studien zur Emigration einer Wissenschaft, Braunschweig und Wiesbaden, Vieweg, 1998.

## Articles par ordre alphabétique d'auteurs
- (de) A. Basch, Richard von Mises zum 70. Geburtstag, Osterreich. Ing.-Arch. 7, 1953, p. 73–76.
- (de) B. Bernhardt, Skizzen zu Leben und Werk von Richard Mises, in Österreichische Mathematik und Physik, Wien, Zentralbibliothek für Physik, 1993, p. 51–62.
- (de) H. Bernhardt, Zum Leben und Wirken des Mathematikers Richard von Mises, NTM Schr. Geschichte Natur. Tech. Medizin 16 (2), 1979, p. 40–49.
- (en) G. Birkhoff, Richard von Mises' Years at Harvard, Zeitschrift für Angewandte Mathematik und Mechanik, 63 (7), 1983, p. 283–284.
- (de) L. Collatz, Richard von Mises als numerischer Mathematiker, Zeitschrift für Angewandte Mathematik und Mechanik (7), 1983, p. 278–280.
- (en) H. Cramer, Richard von Mises' Work in Probability and Statistics, Ann. Math. Statistics 24, 1953), p. 657–662.
- (en) D. v. Dalen, The War of the Frogs and the Mice or the Crisis of the 'Mathematische Annalen', The Mathematical Intelligencer 12 (1990), No.4, pp. 17-31.
- (en) H. Föllmer et K Küchler, Richard von Mises, in Mathematics in Berlin, Berlin, 1998, pp. 55-60.
- (de) J. Förste, Zum 100: Geburtstag von Richard von Mises, Zeitschrift für Angewandte Mathematik und Mechanik 63 (7), 1983, p. 277.
- (en) P. Frank, The Work of Richard von Mises: 1883-1953, Science 119, 1954, pp. 823-824.
- (de) A. Haussner, Geschichte der Deutschen Technischen Hochschule in Brünn 1849–1924. In Festschrift der Deutschen Technischen Hochschule in Brünn zur Feier ihres fünfundsiebzigjährigen Bestandes im mai 1924, Verlag der Deutschen Technischen Hochschule, Brünn, 1924, pp. 5–92.
- (en) G.S.S. Ludford, Mechanics in the Applied Mathematical World of von Mises, Zeitschrift für Angewandte Mathematik und Mechanik 63 (7), 1983, pp. 281-282.
- (de) Richard von Mises, Zur konstruktiven Infinitesimalgeometrie der ebenen Kurven, Zeitschrift für Mathematik und Physik, 52, 1905, pp. 44–85.
- (de) Richard von Mises, Zur Theorie der Regulatoren, Elektrotechnik und Maschinenbau 37, 1908, pp. 783–789.
- (de) R. Sauer, Nachruf : Richard von Mises, Bayer. Akad. Wiss. Jbuch. 1953, pp.194-197.
- (de) R. Sauer, Richard von Mises 19. 4. 1883 - 14. 7. 1953, Bayer. Akad. Wiss. Jbuch. 1953, pp. 194-197
- (en) R. Siegmund-Schultze, Hilda Geiringer von Mises et Charlier Series, « Ideology, and the Human Side of the Emancipation of Applied Mathematics at the University of Berlin During the 1920s », Historia Mathematica, vol. 20,‎ 1993, p. 364-381
- (en) P. Sisma, « Georg Hamel and Richard von Mises in Brno », dans Historia Mathematica, vol. 29, 2002, p. 176-192
- A. Szafarz, Richard von Mises : l'échec d'une axiomatique, Dialectica 38 (4), 1984, p. 311-317.
- (en) M. van Lambalgen, Randomness and Foundations of Probability : von Mises' Axiomatisation of Random Sequences, in Statistics, probability and Game Theory, Hayward, CA, 1996, p. 347-367
- (de) Weinhold, J., Zur Geschichte der Deutschen Technischen Hochschule in Brünn, Rückblicke und Vergleiche, Südetendeutsche Akademie der Wissenschaften und Künste, Naturwissenschaftliche Klasse, 1991, p. 372–450

## Sources
- Biographie dans (en) Dictionary of Scientific Biography, New York, 1970-1990
- (en) Biographie dans l'Encyclopædia Britannica